# 한이주
한이주(1989년 3월 14일 ~ )은 대한민국의 배우이다.

## 학력
- 동국대학교 연극영화과

## 출연 작품

### 드라마
- 2018년 KBS2 《파도야 파도야》 - 정화 역

### 영화
- 2005년 단편 영화 《다시 만난 피아니스트와 천문학자》
- 2007년 영화 《므이》 - 귀신 대역
- 2008년 단편 영화 《철의 여인》
- 2009년 단편 영화 《옷 젖는 건 괜찮아》 - 얼 역
- 2011년 단편 영화 《피로》
- 2012년 영화 《회사원》 - 정장녀 역
- 2014년 영화 《표적》 - 간호사2 역